# Collegio di Vale of Glamorgan
Vale of Glamorgan è un collegio elettorale gallese rappresentato alla Camera dei comuni del Parlamento del Regno Unito. Elegge un membro del parlamento con il sistema first-past-the-post, ossia maggioritario a turno unico; l'attuale parlamentare è Kanishka Narayan del Partito Laburista, che rappresenta il collegio dal 2024.

## Estensione

Collegio di Vale of Glamorgan dal 2010 al 2024

- 1983–2010: i ward del Borough di Vale of Glamorgan di Baruc, Buttrills, Cadoc, Castleland, Court, Cowbridge, Dinas Powys, Dyfan, Gibbonsdown, Illtyd, Llandow, Llantwit Major, Peterson-super-Ely, Rhoose, St Athan, Sully e Wenvoe.
- 2010-2024: le divisioni elettorali del Distretto di contea di Vale of Glamorgan di Baruc, Buttrills, Cadoc, Castleland, Court, Cowbridge, Dinas Powys, Dyfan, Gibbonsdown, Illtyd, Llandow and Ewenny, Llantwit Major, Peterston-super-Ely, Rhoose, St Athan, St Bride’s Major e Wenvoe.
- dal 2024: i ward del Distretto di contea di Vale of Glamorgan di Baruc, Buttrills, Cadoc, Castleland, Court, Cowbridge, Dyfan, Gibbonsdown, Illtyd, Llandow, Llantwit Major, Peterston-super-Ely, Rhoose, St Athan, St Bride’s Major, 	St Nicholas and Llancarfan e Wenvoe.[1]

Il collegio, situato ad ovest di Cardiff, include il resort costiero a tendenza laburista di Barry, e diversi villaggi e piccole città di tendenze più conservatrici.

## Membri del parlamento
| Elezione | Elezione | Deputato         | Partito      |
| -------- | -------- | ---------------- | ------------ |
|          | 1983     | Raymond Gower    | Conservatore |
|          | 1989 (S) | John Smith       | Laburista    |
|          | 1992     | Walter Sweeney   | Conservatore |
|          | 1997     | John Smith       | Laburista    |
|          | 2010     | Alun Cairns      | Conservatore |
|          | 2024     | Kanishka Narayan | Laburista    |

## Elezioni

### Elezioni negli anni 2020
| Partito                    | Partito                                           | Candidato                  | Risultati 4 luglio 2024 | Risultati 4 luglio 2024 |
| Partito                    | Partito                                           | Candidato                  | Voti                    | %                       |
| -------------------------- | ------------------------------------------------- | -------------------------- | ----------------------- | ----------------------- |
|                            | Laburista                                         | Kanishka Narayan           | 17 740                  | 38,71                   |
|                            | Conservatore                                      | Alun Cairns                | 13 524                  | 29,51                   |
|                            | Reform UK                                         | Toby Rhodes-Matthews       | 6 973                   | 15,22                   |
|                            | Plaid Cymru                                       | Ian James Johnson          | 3 245                   | 7,08                    |
|                            | Verdi                                             | Lynden Mack                | 1 881                   | 4,10                    |
|                            | Lib Dem                                           | Steven Rajam               | 1 612                   | 3,52                    |
|                            | Abolish                                           | Stuart Field               | 669                     | 1,46                    |
|                            | Indipendente                                      | Steven Sluman              | 182                     | 0,40                    |
|                            |                                                   |                            |                         |                         |
| Iscritti                   | Iscritti                                          | Iscritti                   | 74 374                  | 100,00                  |
| ↳ Votanti (% su iscritti)  | ↳ Votanti (% su iscritti)                         | ↳ Votanti (% su iscritti)  | 45 826                  | 61,62                   |
| ↳ Astenuti (% su iscritti) | ↳ Astenuti (% su iscritti)                        | ↳ Astenuti (% su iscritti) | 28 548                  | 38,38                   |
|                            |                                                   |                            |                         |                         |
|                            | Esito: collegio passa da Conservatore a Laburista |                            |                         |                         |

### Elezioni negli anni 2010
| Partito                    | Partito                                   | Candidato                  | Risultati 12 dicembre 2019 | Risultati 12 dicembre 2019 |
| Partito                    | Partito                                   | Candidato                  | Voti                       | %                          |
| -------------------------- | ----------------------------------------- | -------------------------- | -------------------------- | -------------------------- |
|                            | Conservatore                              | Alun Cairns                | 27 305                     | 49,82                      |
|                            | Laburista                                 | Belinda Loveluck-Edwards   | 23 743                     | 43,32                      |
|                            | Verdi                                     | Anthony Slaughter          | 3 251                      | 5,93                       |
|                            | Gwlad Gwlad                               | Laurence Williams          | 508                        | 0,93                       |
|                            |                                           |                            |                            |                            |
| Iscritti                   | Iscritti                                  | Iscritti                   | 76 508                     | 100,00                     |
| ↳ Votanti (% su iscritti)  | ↳ Votanti (% su iscritti)                 | ↳ Votanti (% su iscritti)  | 54 807                     | 71,64                      |
| ↳ Astenuti (% su iscritti) | ↳ Astenuti (% su iscritti)                | ↳ Astenuti (% su iscritti) | 21 701                     | 28,36                      |
|                            |                                           |                            |                            |                            |
|                            | Esito: collegio confermato a Conservatore |                            |                            |                            |

| Partito                    | Partito                                              | Candidato                  | Risultati 8 giugno 2017 | Risultati 8 giugno 2017 |
| Partito                    | Partito                                              | Candidato                  | Voti                    | %                       |
| -------------------------- | ---------------------------------------------------- | -------------------------- | ----------------------- | ----------------------- |
|                            | Conservatore                                         | Alun Cairns                | 25 501                  | 47,47                   |
|                            | Laburista                                            | Camilla Beaven             | 23 311                  | 43,40                   |
|                            | Plaid Cymru                                          | Ian Johnson                | 2 295                   | 4,27                    |
|                            | Lib Dem                                              | Jennifer Geroni            | 1 020                   | 1,90                    |
|                            | UKIP                                                 | Melanie Hunter-Clarke      | 868                     | 1,62                    |
|                            | Verdi                                                | Stephen Davis-Barker       | 419                     | 0,78                    |
|                            | Women's Equality                                     | Sharon Lovell              | 177                     | 0,33                    |
|                            | Pirata                                               | David Elston               | 127                     | 0,24                    |
|                            |                                                      |                            |                         |                         |
| Iscritti                   | Iscritti                                             | Iscritti                   | 73 991                  | 100,00                  |
| ↳ Votanti (% su iscritti)  | ↳ Votanti (% su iscritti)                            | ↳ Votanti (% su iscritti)  | 53 718                  | 72,60                   |
| ↳ Astenuti (% su iscritti) | ↳ Astenuti (% su iscritti)                           | ↳ Astenuti (% su iscritti) | 20 273                  | 27,40                   |
|                            |                                                      |                            |                         |                         |
|                            | Esito: collegio passa da Conservatore a Conservatore |                            |                         |                         |

| Partito                    | Partito                                   | Candidato                  | Risultati 7 maggio 2015 | Risultati 7 maggio 2015 |
| Partito                    | Partito                                   | Candidato                  | Voti                    | %                       |
| -------------------------- | ----------------------------------------- | -------------------------- | ----------------------- | ----------------------- |
|                            | Conservatore                              | Alun Cairns                | 23 607                  | 46,02                   |
|                            | Laburista                                 | Chris Elmore               | 16 727                  | 32,61                   |
|                            | UKIP                                      | Kevin Mahoney              | 5 489                   | 10,70                   |
|                            | Plaid Cymru                               | Ian Johnson                | 2 869                   | 5,59                    |
|                            | Lib Dem                                   | David Morgan               | 1 309                   | 2,55                    |
|                            | Verdi                                     | Alan Armstrong             | 1 054                   | 2,05                    |
|                            | CISTA                                     | Steve Reed                 | 238                     | 0,46                    |
|                            |                                           |                            |                         |                         |
| Iscritti                   | Iscritti                                  | Iscritti                   | 72 142                  | 100,00                  |
| ↳ Votanti (% su iscritti)  | ↳ Votanti (% su iscritti)                 | ↳ Votanti (% su iscritti)  | 51 293                  | 71,10                   |
| ↳ Astenuti (% su iscritti) | ↳ Astenuti (% su iscritti)                | ↳ Astenuti (% su iscritti) | 20 849                  | 28,90                   |
|                            |                                           |                            |                         |                         |
|                            | Esito: collegio confermato a Conservatore |                            |                         |                         |

| Partito                    | Partito                                           | Candidato                  | Risultati 6 maggio 2010 | Risultati 6 maggio 2010 |
| Partito                    | Partito                                           | Candidato                  | Voti                    | %                       |
| -------------------------- | ------------------------------------------------- | -------------------------- | ----------------------- | ----------------------- |
|                            | Conservatore                                      | Alun Cairns                | 20 341                  | 41,80                   |
|                            | Laburista                                         | Alana E. Davies            | 16 034                  | 32,95                   |
|                            | Lib Dem                                           | Eluned Parrott             | 7 403                   | 15,21                   |
|                            | Plaid Cymru                                       | Ian Johnson                | 2 667                   | 5,48                    |
|                            | UKIP                                              | Kevin Mahoney              | 1 529                   | 3,14                    |
|                            | Verdi                                             | Rhodri H. Thomas           | 457                     | 0,94                    |
|                            | Cristiano                                         | John Harrold               | 236                     | 0,48                    |
|                            |                                                   |                            |                         |                         |
| Iscritti                   | Iscritti                                          | Iscritti                   | 70 226                  | 100,00                  |
| ↳ Votanti (% su iscritti)  | ↳ Votanti (% su iscritti)                         | ↳ Votanti (% su iscritti)  | 48 667                  | 69,30                   |
| ↳ Astenuti (% su iscritti) | ↳ Astenuti (% su iscritti)                        | ↳ Astenuti (% su iscritti) | 21 559                  | 30,70                   |
|                            |                                                   |                            |                         |                         |
|                            | Esito: collegio passa da Laburista a Conservatore |                            |                         |                         |

### Elezioni negli anni 2000
| Partito                    | Partito                                | Candidato                  | Risultati 5 maggio 2005 | Risultati 5 maggio 2005 |
| Partito                    | Partito                                | Candidato                  | Voti                    | %                       |
| -------------------------- | -------------------------------------- | -------------------------- | ----------------------- | ----------------------- |
|                            | Laburista                              | John Smith                 | 19 481                  | 41,17                   |
|                            | Conservatore                           | Alun Cairns                | 17 673                  | 37,34                   |
|                            | Lib Dem                                | Mark Hooper                | 6 140                   | 12,97                   |
|                            | Plaid Cymru                            | Barry Shaw                 | 2 423                   | 5,12                    |
|                            | UKIP                                   | Richard Suchorzewski       | 840                     | 1,77                    |
|                            | Liberale                               | Karl-James Langford        | 605                     | 1,28                    |
|                            | Laburista Socialista                   | Paul Mules                 | 162                     | 0,34                    |
|                            |                                        |                            |                         |                         |
| Iscritti                   | Iscritti                               | Iscritti                   | 68 685                  | 100,00                  |
| ↳ Votanti (% su iscritti)  | ↳ Votanti (% su iscritti)              | ↳ Votanti (% su iscritti)  | 47 324                  | 68,90                   |
| ↳ Astenuti (% su iscritti) | ↳ Astenuti (% su iscritti)             | ↳ Astenuti (% su iscritti) | 21 361                  | 31,10                   |
|                            |                                        |                            |                         |                         |
|                            | Esito: collegio confermato a Laburista |                            |                         |                         |

| Partito                    | Partito                                | Candidato                  | Risultati 7 giugno 2001 | Risultati 7 giugno 2001 |
| Partito                    | Partito                                | Candidato                  | Voti                    | %                       |
| -------------------------- | -------------------------------------- | -------------------------- | ----------------------- | ----------------------- |
|                            | Laburista                              | John Smith                 | 20 524                  | 45,42                   |
|                            | Conservatore                           | Susan Inkin                | 15 824                  | 35,02                   |
|                            | Lib Dem                                | Dewi Smith                 | 5 521                   | 12,22                   |
|                            | Plaid Cymru                            | Chris Franks               | 2 867                   | 6,35                    |
|                            | UKIP                                   | Timothy Warry              | 448                     | 0,99                    |
|                            |                                        |                            |                         |                         |
| Iscritti                   | Iscritti                               | Iscritti                   | 67 742                  | 100,00                  |
| ↳ Votanti (% su iscritti)  | ↳ Votanti (% su iscritti)              | ↳ Votanti (% su iscritti)  | 45 184                  | 66,70                   |
| ↳ Astenuti (% su iscritti) | ↳ Astenuti (% su iscritti)             | ↳ Astenuti (% su iscritti) | 22 558                  | 33,30                   |
|                            |                                        |                            |                         |                         |
|                            | Esito: collegio confermato a Laburista |                            |                         |                         |

## Risultati dei referendum

### Referendum sulla permanenza del Regno Unito nell'Unione europea del 2016
|             | Collegio          | Lasciare UE % | Rimanere in UE % |
| ----------- | ----------------- | ------------- | ---------------- |
|             | Vale of Glamorgan | 52,3%         | 47,7%            |
| Galles      | 52,5%             | 47,5%         |                  |
| Regno Unito | 51,9%             | 48,1%         |                  |